# Мальков, Максим Павлович
Макси́м Па́влович Малько́в  (род. 21 ноября 1939, Ленинград, СССР) — российский филолог-литературовед, славист, переводчик, журналист, историк музыкального театра, коллекционер грамзаписей и материалов по истории оперного искусства.

## Биография
В 1957 году поступил на филологический факультет Ленинградского государственного университета им. А. А. Жданова, который окончил и где в дальнейшем работал до 2012 года на кафедре славянской филологии. Кандидат филологических наук (1981), доцент (1987). Вёл курсы «История польской литературы», «История польского фольклора», спецкурс «Сравнительно-типологическое изучение творчества польских и русских авторов (Я. Ивашкевич и А. Блок, М. Павликовская-Ясножевская и А. Ахматова)», спецсеминары «Сравнительное славянское литературоведение» и «Методология и техника литературоведческого исследования».
Научные интересы: русско-польские культурные связи, творчество Я. Ивашкевича и поэтов «Скамандра», польская сатира (А. Слонимский, С. Е. Лец, Сл. Мрожек), худож. перевод; история музыкального театра и оперного искусства.
С 1964 по 2007 год вёл на Ленинградском (Петербургском) радио авторские программные циклы «Из коллекции редких записей» и «Звучащая история оперетты» (всего более 300 выпусков).
Печатается с 1964 года, автор статей по литературоведению и искусствознанию, переводы художественной (проза и поэзия), мемуарной, критической литературы с польского («Я. Вайда-Королевич. Жизнь и искусство», «Б. Горович. Оперный театр», «А. Дворский. Пушкин и польская культура», «А.Дравич. Поцелуй на морозе» и др.), болгарского («И. Попова. Встречи на оперной сцене», «П. Райчев. Жизнь и песня» и др.), чешского и словацкого (« Ф. И. Шаляпин в Чехословакии»), итальянского, французского и латыни (Дж. Лаури-Вольпи. «Параллельные голоса»). Всего более 150 публикаций, в том числе в газетах «Советская культура», «Литературная газета», «Вечерний Ленинград», «Gazeta Petersburska» и др. и журналах «Театр»,"Искусство кино", «Музыкальная жизнь», «Театральная жизнь», «Советская музыка», «Советское славяноведение», «Вестник ЛГУ», «Большой театр», «Музыкальная Академия» и др.). Зарубежные публикации — на Украине («Радяньске літературознавство»,1984), в Польше (« Slavica Wratislaviensia» LXIV), Германии («Opernwelt», 2000), во Франции («Chanteurs de Saint-Petersbourg», «Dante», 1997) и США («The Works of Rimsky-Korsakov Interpreted by Famous Russian Singers of his Time», «Russian disc», New York, 1997).
В 2004 году Министерством национального образования Республики Польша удостоен медали «За заслуги на поприще образования и воспитания» в память 200-летия создания Комиссии по делам национального образования Речи Посполитой. Решением президиума Всероссийского музыкального общества 2 апреля 2007 года награждён юбилейной медалью Международного союза музыкальных деятелей «XX лет МСМД» «за активную деятельность по сохранению и развитию музыкальной культуры России». В 2012 году как основатель (вместе с Ю. Ф. Котляровым) Петербургского шаляпинского общества отмечен именной медалью по случаю 20-летия существования Межрегионального шаляпинского центра.